# Рот, Петра
Петра Рот (нем. Petra Roth; род. 9 мая 1944, Бремен) — немецкий политик, член ХДС. С 1995 до середины 2012 года занимала пост обер-бургомистра Франкфурта-на-Майне.

## Биография
Из семьи бременских предпринимателей, получила фельдшерское образование. В 1972 году вступила в ХДС. Продвигаясь по партийной линии, была избрана депутатом ландтага Гессена. В 1992—1995 годах возглавляла франкфуртское отделение ХДС. В 1995 году Гельмут Коль предложил Петре Рот выдвинуть свою кандидатуру на пост обер-бургомистра Франкфурта-на-Майне. 5 июля 1995 года Петра Рот стала первой женщиной на посту главы города Франкфурта-на-Майне. В 2001 году Петра Рот была избрана обер-бургомистром на второй срок, а 28 января 2007 года — на третий срок. В 2011 году Петра Рот заявила о своём уходе с поста обер-бургомистра Франкфурта 1 июля 2012 года. Её преемником на выборах, состоявшихся 25 марта 2012 года, стал Петер Фельдман.

## Награды
- Знак отличия «За заслуги перед Москвой» (18 марта 2010 года) — за большой вклад в укрепление двусторонних связей между Москвой и Франкфуртом-на-Майне[3].